# Elias Rodriguez
Elias Rodriguez (ou Elias Rodriques), né le 23 août 1964 dans l'État de Pohnpei, est un entraîneur et athlète multi-médaillé aux Jeux de la Micronésie. Il a concouru sur le marathon aux Jeux olympiques de 2000.

## Biographie
Né le 23 août 1964 dans l'État de Pohnpei aux États fédérés de Micronésie, Elias Rodriguez est impliqué dans l'athlétisme depuis 1982. Son fils Anderson Rodriguez a également été athlète.
En tant qu'athlète, en 1990, lors des Jeux de la Micronésie à Saipan dans les îles Mariannes du Nord, il obtient quatre médailles d'or sur le 800 m (2 min 07 s 19), le 1 500 m (4 min 19 s 10), le 5 000 m (17 min 18 s 51) et le marathon ainsi qu'une médaille d'argent sur le 10 000 m. Il bat lors de cette compétition le record national du 1 500 m en 4 min 19 s 10 mais aussi celui du marathon en 2 h 52 min 29 selon K. Barns et l'association océanienne d'athlétisme, en 2 h 52 min 59 s selon l'IAAF. Il est sacré meilleur athlète masculin des jeux. L'année suivante, il prend part aux Jeux du Pacifique sud qui se tiennent à Tahiti en Polynésie française. Inscrit sur le 5 000 m, il n'en prend pas le départ, et ne termine pas les épreuves du 10 000 m et du marathon,. En 1998, à l'occasion des Jeux de la Micronésie à Mangilao à Guam, il s'adjuge l'or sur le marathon (2 min 55 s 54), le 5 000 m (17 min 11 s 70) et le 10 000 m (35 min 46 s 10) où il porte le record national à 35 min 46 s 10, l'argent sur le 800 m (2 min 2 s 03) et le 1 500 m (4 min 20 s 40).
N'ayant pu se qualifier par ses performances aux Jeux olympiques de 2000, Elias Rodriguez bénéficie d'une invitation du CIO. Il est inscrit sur le marathon qui a lieu le 1er octobre et qui débute au North Sydney Oval pour se terminer au Stadium Australia. Le marathonien micronésien est le 81e et dernier athlète classé de l'épreuve avec un temps de 3 h 9 min 14 s. Dix-neuf participants ont abandonné. La course est gagnée par l'éthiopien Gezahegne Abera en 2 h 10 min 11 s. La cérémonie de clôture des Jeux commence quelques minutes après l'arrivée d'Elias Rodriguez,. Il déclare en 2005 que les Jeux olympiques de Sydney ont été pour lui une bonne expérience et qu'il a passé quelques moments de détente après les Jeux, en levant le pied sur l'entraînement mais en continuant à coacher.
En 2002, Elias Rodriguez est honoré par l'État de Pohnpei en se voyant confier le soin d'allumer la torche signifiant le début des Jeux de la Micronésie.
Son activité de coach est attestée depuis le milieu des années 1990. Il est ainsi entraîneur de demi-fond lors des Jeux des États fédérés de Micronésie de 1997, entraîneur de la délégation des États fédérés de Micronésie aux championnats de Micronésie d'athlétisme et aux Jeux olympiques de 2016. Interviewé en décembre 2005, le micronésien affirme l'importance de participer à des événements régionaux car cela amène des amitiés avec des athlètes d'autres délégations et qu'il est heureux lorsqu'il lui est donné l'occasion de les revoir. 
D'après l'anglais Paul Watson, Elias Rodriguez est employé à l'aéroport de Pohnpei en 2012.